# هواویسه
هواویسه (به لاتین: Hewawisse) یک منطقهٔ مسکونی در سری‌لانکا است که در استان مرکزی (سری‌لانکا) واقع شده‌است.